# 死を唄う星座
『死を唄う星座』（しをうたうせいざ）は、松本洋子による日本の漫画作品。『なかよし』（講談社）1993年9月号と同年10月号に前後編が掲載された。全2話。
単行本は同社の講談社コミックスなかよしより全1巻が刊行された。そのほか、1998年に同社の講談社漫画文庫より刊行された『薔薇の葬列 松本洋子ミステリー傑作選4』にも本作品が収録されている。

## 書誌情報
- 松本洋子 『死を唄う星座』 講談社〈講談社コミックスなかよし〉、1994年6月6日第1刷発行、ISBN 4-06-178780-2
  - 表題作のほか、読み切り作品「霧と炎と殺人と」が収録されている。